# Стіан Роде Грегерсен
Стіан Роде Грегерсен (норв. Stian Rode Gregersen, нар. 17 травня 1995, Крістіансунн, Норвегія) — норвезький футболіст, півзахисник клубу «Бордо» та національної збірної Норвегії.

## Ігрова кар'єра
Стіан Роде Грегерсен народився у містечку Крістіансунн. Там же він почав займатися футболом у місцевому клубі. У 2012 році молодого футболіста запросив до свого складу «Молде». Але перший сезон Грегерсен залишався в своєму клубі на правах оренди.
Пізніше «Крістіансунн» ще на один сезон брав свого вихованця в оренду.
16 лютого 2017 Грегерсен уклав новий контракт з клубом «Молде».
2019 рік Грегерсен провів в оренді в шведській Аллсвенскан у складі клуба «Ельфсборг». Після чого вкотре повернувся до «Молде».

## Статистика виступів

### Статистика виступів за збірну
Станом на 11 жовтня 2021
| Дата       | Місто     | Господарі  | Результат | Гості      | Турнір            | Голи | Примітки  |
| ---------- | --------- | ---------- | --------- | ---------- | ----------------- | ---- | --------- |
| 27-3-2021  | Малага    | Норвегія   | 0 – 3     | Туреччина  | Відбір до ЧС 2022 | -    | 48'       |
| 30-3-2021  | Подгориця | Чорногорія | 0 – 1     | Норвегія   | Відбір до ЧС 2022 | -    |           |
| 6-6-2021   | Малага    | Норвегія   | 1 – 2     | Греція     | товариський матч  | -    |           |
| 11-10-2021 | Осло      | Норвегія   | 2 – 0     | Чорногорія | Відбір до ЧС 2022 | -    | 81' 90+2' |
| Усього     |           | Матчів     | 4         |            | Голів             | 0    |           |

## Досягнення
Молде
- Чемпіон Норвегії: 2014
- Володар Кубка Норвегії: 2014